# Relaciones Estados Unidos-Fiyi
Las relaciones Estados Unidos-Fiyi son las relaciones diplomáticas entre Estados Unidos y Fiyi. Las relaciones entre Estados Unidos y Fiyi han mejorado significativamente desde las elecciones de Fiyi en septiembre de 2014, que restauraron un gobierno elegido democráticamente a Fiyi por primera vez desde 2006. Los Estados Unidos se opusieron al gobierno no elegido de Fiyi, que llegó al poder a través de un golpe militar en diciembre de 2006.

## Historia

### Antes del golpe de 2006
Los Estados Unidos mantuvieron un consulado en Fiyi cuando el grupo de islas se convirtió en una colonia de la corona en 1874 hasta su independencia el 10 de octubre de 1970.
Las relaciones diplomáticas entre los Estados Unidos y Fiyi se establecieron el 22 de julio de 1971.
El 2 de marzo de 2005, el primer ministro Laisenia Qarase reaccionó fuertemente a un informe del Departamento de Estado de los Estados Unidos que critica a Fiyi por practicar la discriminación racial y por la división racial entre los dos principales partidos políticos, SDL (en su mayoría étnicos de Fijy) y el Partido Laborista de Fiyi (en su mayoría étnicos de India). "Fiji puede hacer un informe similar sobre los EE.UU. Sobre todos esos temas. Nuestro informe sería mucho peor que el informe del Departamento de Estado de los EE.UU. sobre Fiji", dijo.  Continuó reprendiendo a los Estados Unidos por interferir en los asuntos internos de Fiyi.
En una entrevista con Fiji Times el 29 de mayo de 2005, el embajador saliente de Estados Unidos David Lyons renovó las críticas de su país a las políticas de Fiyi criticando la propuesta del gobierno de Qarase Comisión de reconciliación y unidad. Lyons expresó su preocupación de que sus disposiciones para la amnistía para las personas condenadas por participar en el Golpe de Estado de 2000 que derrocaron al gobierno electo en el año 2000 fomenten más golpes en el futuro. "Si una sociedad democrática no deja en claro que el lanzamiento violento de sus líderes electos es un crimen contra esa sociedad, tengo que pensar que está invitando a una agitación futura", dijo.  También condenó las declaraciones de figuras públicas que pronostican golpes de estado si ellos, su partido o su raza no tienen éxito en las próximas elecciones parlamentarias, diciendo que tales amenazas eran "absolutamente despreciables en una democracia libre y democrática La sociedad " y constituyó" la peor forma de alarmismo ".
Lyons dijo que la amnistía para los perpetradores de los golpes de estado de 1987 había sido un error de juicio y había establecido un precedente que podría afectar negativamente el futuro a menos que se detuviera ahora. Coincidió con las declaraciones hechas por varios políticos de Fiyi, incluido el depuesto primer ministro Mahendra Chaudhry y Senador Adi Koila Nailatikau, que una cultura golpista había echado raíces en Fiyi. Advirtió que el turismo, que constituye el pilar de la economía de Fiyi, se vería afectado negativamente por cualquier inestabilidad adicional. Creía, dijo, que el gobierno de Qarase era sincero en su compromiso con la democracia, y reconoció los pasos positivos tomados por el gobierno para restaurar el estado de derecho. Sin embargo, agregó una palabra de precaución: "Todos estos pasos positivos ... se desvanecerán en un instante si hay otro golpe o suficiente agitación política que cuestione la legitimidad de las elecciones futuras".
Sin embargo, el 12 de julio, Lyons advirtió al ejército de las Fuerzas Militares de la República de Fiyi contra el uso de la legislación como pretexto para un golpe de Estado. Su preocupación por la ley propuesta era comprensible, dijo, pero justificaba el derrocamiento del gobierno. "La acción constitucional extra contra un gobierno democrático debidamente electo (...) es inaceptable", dijo. Un golpe sería perjudicial no solo para Fiyi, sino para toda la región del Pacífico, dijo Lyons.

### Después del golpe de 2006
Los Estados Unidos suspendieron $ 2,5 millones en dinero de ayuda a la espera de una revisión de la situación, luego del golpe de Estado de Fiyi de 2006.
Los Estados Unidos no han reconocido al gobierno interino establecido por el golpe de Estado del 5 de diciembre de 2006 del país. Aunque Estados Unidos proporciona relativamente poca asistencia bilateral directa para el desarrollo, contribuye como miembro importante de varios organismos multilaterales como el Banco Asiático de Desarrollo y la Secretaría de la Comunidad del Pacífico. El Cuerpo de Paz de los Estados Unidos, retirado temporalmente de Fiyi en 1998, reanudó su programa en Fiyi a fines de 2003.
La respuesta de Fiyi a su deterioro de las relaciones con los Estados Unidos y otros países occidentales ha sido recurrir a Asia en busca de nuevos socios políticos y económicos. En julio de 2007, el ministro de Finanzas interino de Fiyi Mahendra Chaudhry describió la política exterior de "Look North" de su país:
"Fiyi tiene amigos en China, tiene amigos en Corea, tiene amigos en [...] otros países asiáticos. Ya no dependemos de Australia y Nueva Zelanda. Y, en cualquier caso, Estados Unidos no estaba haciendo mucho por Fiji de todos modos ".
El mes anterior, el primer ministro interino  Voreqe Bainimarama, el autor del golpe de 2006, instó a la comunidad internacional a normalizar sus relaciones con Fiyi, luego de su promesa de restaurar la democracia para 2009.
En diciembre de 2007, un año después del golpe, la embajada de Fiyi en Washington declaró que deseaba promover "las buenas relaciones entre Fiji y los Estados Unidos de América".
En mayo de 2008, la embajada de los Estados Unidos en Suva emitió la siguiente declaración: "Estados Unidos continúa condenando el golpe militar y las acciones del Gobierno interino para reprimir la libertad de expresión de los medios de comunicación".
En octubre,  Tribunal Superior de Fiyi dictaminó que el gobierno interino no era ilegal, ya que había sido designado por el presidente, que había actuado dentro de las disposiciones legales de su autoridad. Tras el fallo, el fiscal general interino de Fiyi, Aiyaz Sayed-Khaiyum, pidió a Australia, Nueva Zelanda, Unión Europea y los Estados Unidos que levanten las sanciones que imponen. había impuesto al país, afirmando que ya no podían negarse a reconocer al gobierno interino. El gobierno de los Estados Unidos respondió que no tenía la intención de alterar su posición y que la "suspensión de cierta asistencia de los Estados Unidos al gobierno de Fiji en virtud del artículo 508 de la ley de apropiación de operaciones en el extranjero se mantendrá vigente hasta que el Presidente o el Secretario de Estado determine que Fiji ha hecho un progreso mensurable hacia la restauración del gobierno democrático ".
Sin embargo, en abril de 2009, el Tribunal Superior de Apelaciones de Fiyi anuló la decisión original, afirmando que el golpe de Bainimarama era de hecho inconstitucional y que su régimen posterior al golpe es un gobierno ilegal. El tribunal pidió al Comandante que renuncie y le pidió al Presidente que designe a un nuevo primer ministro interino interino (que iba a ser ni el Comodoro Bainimarama ni el ex primer ministro Qarase a quien derrocó) que estaría en el poder hasta que pudieran realizarse nuevas elecciones retenida. El presidente respondió abrogando la constitución y removiendo ilegalmente a los jueces y, por lo tanto, al sistema judicial de Fiyi en su totalidad. El gobierno de Bainimarama sigue sin ser reconocido por Australia, Nueva Zelanda, la UE y los Estados Unidos, entre otros. En mayo, Fiyi se convirtió en la primera nación en ser eliminada del Foro de las Islas del Pacífico por abusos contra los derechos humanos y actualmente también está en peligro de ser epulsado de la  Commonwealth.

## Misiones diplomáticas
La Embajada de los Estados Unidos en Fiyi se encuentra en Suva. Fiyi tiene una embajada en Washington D. C., así como una Misión Permanente en Ciudad de Nueva York en Naciones Unidas. Fiyi también tiene consulados honorarios en Los Ángeles, San Francisco, Chicago y Dallas.
La embajada de Fiyi en los Estados Unidos está acreditada ante Canadá y México. La embajada de los Estados Unidos en Fiyi está acreditada ante Kiribati, Nauru, Tonga y Tuvalu.